# Рубежок
Рубежок — деревня в Струго-Красненском районе Псковской области России. Входит в состав сельского поселения «Новосельская волость».

## География
Находится на северо-востоке региона, в южной части района, в юго-западной части района, в обезлесенной местности у р. Мараморочка.
Уличная сеть не развита.

## История
Согласно Закону Псковской области от 28 февраля 2005 года деревня Рубежок вошла в состав образованного муниципального образования Цапельская волость.
До апреля 2015 года деревня Рубежок входила в Цапельскую волость.
В соответствии с Законом Псковской области от 30 марта 2015 года № 1508-ОЗ деревня Рубежок, вместе с другими селениями упраздненной Цапельской волости, вошла в состав образованного муниципального образования Новосельская волость.

## Население
| 2001 | 2002 | 2010 | 2011 |
| ---- | ---- | ---- | ---- |
| 11   | ↘9   | ↘2   | ↗5   |

## Инфраструктура
Личное подсобное хозяйство. Вывоз леса, деревообработка.

## Транспорт
Просёлочные дороги.